# Polyscias javanica
Polyscias javanica är en araliaväxtart som beskrevs av Sijfert Hendrik Koorders och Theodoric Valeton. Polyscias javanica ingår i släktet Polyscias och familjen Araliaceae. Inga underarter finns listade.